# Han, hun og leoparden
Han, hun og leoparden (engelsk: Bringing Up Baby) er en amerikansk screwball-komedie fra 1938 instrueret af Howard Hawks. Filmen har Katharine Hepburn og Cary Grant i hovedrollerne. Filmen handler om en distræt palæontolog, der i et forsøg på at skaffe penge til sit arbejde kommer i kontakt med en kvinde med en anden form for logik samt en leopard ved navn Baby. Filmens manuskript blev skrevet af Dudley Nichols og Hagar Wilde efter en novelle af Wilde i bladet Collier's Weekly i 1937.
Filmen blev ved lanceringen en publikumsmæssig fiasko og førte til, at Howard Hawks blev fyret af RKO Radio Pictures fra den næste film, han var i gang med, lige som Hepburn blev nødt til at købe sig ud af sin kontrakt for at komme videre i karrieren. Eftertiden har givet et noget mere positivt syn på filmen, der nu regnes for en klassiker inden for screwball-genren.

## Handling
David Huxley (Cary Grant) er en venlig og distræt palæontolog, hvis liv er fyldt med problemer. Gennem fire år har han arbejdet på at samle skelettet af en brontosaurus, men han mangler en enkelt knogle. Privat står han over for at skulle giftes med den dominerende Alice Swallow (Virginia Walker), og endelig skal han sørge for at gøre et godt indtryk på den stenrige mrs. Random (May Robson), der overvejer at give en million dollars til hans museum. Dagen før sit bryllup møder han tilfældigt Susan Vance (Katharine Hepburn) ved en golfbane, hvor han spiller med mrs. Randoms advokat, dr. Peabody (George Irving). Susan er en ung kvinde, der tager tilværelsen let og har en form for logik, der er helt anderledes end Davids. Desuden er hun, hvilket ikke afsløres med det samme, mrs. Randoms niece.
Susans bror har fra Brasilien sendt hende en tam leopard ved navn 'Baby', som hun skal give til sin tante. Susan tror, at David er zoolog i stedet for palæontolog, og hun presser ham med stor overbevisning til at tage med til sit hus på landet i Connecticut for at hjælpe hende med at tage sig af Baby. Sagen kompliceres af, at Susan beslutter sig for, at hun er forelsket i David, og hun gør alt, hvad hun kan for at holde ham i huset, så han ikke bliver gift med kollegaen.
David har den sidste knogle, der mangler for at gøre brontosaurussen på museet færdig, med på besøget hos Susan, og hendes hund George (Asta) tager på et tidspunkt knoglen og begraver den i haven. På et tidspunkt kommer mrs. Random til stede. Hun ved ikke, hvem David er, idet Susan introducerer ham som 'mr. Bone'. Situationen kompliceres yderligere, da først Baby og senere George stikker af. Dertil kommer, at David og Susan lukker en anden leopard ud af sit bur i den formodning, at det er Baby. Den anden leopard stammer fra et cirkus i nærheden og er absolut ikke tam; den var netop på vej til at blive aflivet af den årsag.
Susan og David må nu finde Baby og George samt dinosaurknoglen, alt imens de skal gøre en indsats for at overbevise mrs. Random om, at hun skal give pengene til museet. For at gøre forvirringen total ender Susan og David i det lokale fængsel for at bryde ind hos dr. Frits Lehman (Fritz Feld). Områdets betjent (Walter Catlett) kan ikke finde hoved eller hale på deres forklaringer, og det hjælper ikke, da Susan prøver at bilde ham ind, at de er medlemmer af 'Leopardbanden'. Hun omtaler sig selv om 'Swingin' Door Susie' og David som 'Jerry the Nipper' (et navn der knyttes til Grants figur af Irene Dunne i En frygtelig sandhed). David forsøger at få lidt fornuft ind i situationen ved at beskrive Susans forklaringer som noget hun har fundet på fra "film hun har set".
Omsider ankommer mrs. Randoms advokat for at identificere de fængslede, og Baby og George dukker også op i fængslet. Under forvirringen sniger Susan sig ud ad vinduet, hvor hun møder den aggressive leopard, som hun forveksler med Baby og derfor forsøger at få med. David kommer til og redder hende ved at genne leoparden ind i en fængselscelle ved hjælp af en stol.
En uge senere opsøger Susan David på museet, hvor han arbejder på brontosaurus-skelettet. Alice har slået op med ham, og mrs. Random har afslået at give sin donation til museet, så David er nedtrykt. Imidlertid har Susan den knogle med, som George havde begravet, og hun fortæller David, at hun vil donere den million, som hendes tante i stedet gav til Susan, til museet. David er beskæftiget højt oppe på en stige og har svært ved at høre hende, så Susan kravler op på en stige ved siden af. Den er dog noget usikker, så mens hun får trukket ud af David, at han elsker hende, svajer stigen mere og mere og ender med at vælte, hvorved den trækker hele skelettet ned. På trods af, at han kan se sit møjsommeligt opbyggede værk helt brudt i stykker, ler han hjerteligt og omfavner sin kommende brud.

## Medvirkende
- Cary Grant – dr. David Huxley ('mr. Bone')
- Katharine Hepburn – Susan Vance
- Charles Ruggles – major Horace Applegate, storvildtjæger
- Walter Catlett – betjent Slocum
- Barry Fitzgerald – Aloysius Gogarty, havemand
- May Robson – mrs. Elizabeth Random, Susans tante
- Fritz Feld – dr. Fritz Lehman
- Virginia Walker – Alice Swallow, Davids forlovede
- George Irving – dr. Alexander Peabody, mrs. Randoms advokat
- Asta – George, en hund

## Hæder og priser
I 1990 blev Han, hun og leoparden udvalgt til bevarelse af National Film Registry for at være "kulturelt, historisk og æstetisk betydende". Den er i flere sammenhænge valgt blandt de bedste film i verden og/eller bedste komedier. American Film Institute har valgt filmen som nr. 97, senere som nr. 88, på en liste over de bedste amerikanske film gennem tiderne samt som nr. 14 blandt de bedste komedier.

## Andre udgaver
Filmen er blevet citeret i flere andre film. I Ude med snøren fra 1964, også af Howard Hawks, rives noget af Maria Perschys kjole af, hvilket også sker med Susans kjole, båret af David, i Han, hun og leoparden. I What's Up Doc? fra 1972 får Barbra Streisand tilsvarende revet sin kjole i stykker.
Filmen Who's That Girl? fra 1987 med Madonna er løst baseret på Han, hun og leoparden.

## Ordet 'gay'
Det er ofte diskuteret, om denne film er den første ud over pornografiske film, hvori ordet 'gay' bruges som synonym for homoseksuel. I filmen bliver David på et tidspunkt nødt til at tage Susans negligé på, og da han bliver spurgt hvorfor, udbryder han desperat "Because I just went gay all of a sudden!" ("Fordi jeg bare lige pludselig blev bøsse/glad!"), samtidig med at han giver et hop. Det er dog uklart, om han bruger ordet i den ældre betydning for "glad", eller der er tale om en bevidst hentydning til homoseksualitet.
Der var tilsyneladende tale om en improviseret replik af Cary Grant, idet David ifølge det originale manuskript på dette sted skulle sige "I... I suppose you think it's odd, my wearing this. I realize it looks odd... I don't usually... I mean, I don't own one of these." Grants udbrud kunne antyde, at det i de kredse i Hollywood, hvor han færdedes, var almindeligt at bruge 'gay' som slang. Der er dog ingen, der var med til at lave filmen, der nogensinde har bekræftet dette.